# Theodor Rosetti
Theodor Rosetti (ur. 4 maja 1837, zm. 17 lipca 1932) – rumuński pisarz, dziennikarz i polityki, który pełnił funkcję premiera Rumunii pomiędzy 13 kwietnia 1888 a 11 kwietnia 1889. Faktycznym przywódcą pozostawał jednak Petre Carp, teoretyk rządzącej partii. Rosetti trzeźwo patrzył na swój kraj. Był zdania, że rumuńskie społeczeństwo znajduje się wciąż na niskim poziomie rozwoju cywilizacyjnego, a jego modernizacja powinna zachodzić nie tylko na poziomie społeczno-ekonomicznym, ale także mentalnym.